# Markus Hammer (Landrat)
Markus Georg Nikolaus Karl Konstantin Hammer (* 18. Februar 1834 in Traben-Trarbach; † 18. April 1901 in Wiesbaden) war ein preußischer Landrat.

## Leben
Markus Hammer wurde als Sohn der Eheleute Franz Georg Hammer (Friedensrichter) und Francisca Alexandrina Pottgeisser geboren.
Nach dem Besuch des Gymnasiums in Koblenz studierte er Rechtswissenschaft und leistete seinen Militärdienst als Einjährig-Freiwilliger bei der 8. Artillerie-Brigade. Er war Offizier, zuletzt Major, und nahm an den Kriegen 1866 und 1870/1871 teil. Am 19. Februar 1876 kam er in die kommunale Verwaltung der Kirchspielvogtei Rendsburg und wurde am 19. April 1877 zum Kirchspielvogt ernannt.
Am 26. Juli 1878 folgte die Beauftragung mit der kommunalen Verwaltung des Landratsamtes Kreis Meschede. Die Prüfung zum Landrat bestand er am 12. Januar 1880, so dass er am 28. Januar 1880 definitiv zum Landrat des Kreises Meschede ernannt wurde. Am 6. September 1897 wurde Hammer auf Antrag aus dem Staatsdienst entlassen.
Am 17. Mai 1864 hatte er in Warstein Elvire Bergenthal geheiratet.

## Ehrungen
- Roter Adlerorden III. Klasse mit Schleife
- Eisernes Kreuz II. Klasse
- Geheimer Regierungsrat